# Яблонька (Новгородская область)
Яблонька — деревня в Окуловском районе Новгородской области, входит в состав Угловского городского поселения.

## География
Деревня находится в центральной части Новгородской области, на расстоянии приблизительно 13 км (по прямой) к юго-востоку от города Окуловка, административного центра района.

### Часовой пояс
Деревня Яблонька, как и вся Новгородская область, находится в часовой зоне МСК (московское время). Смещение применяемого времени относительно UTC составляет +3:00.

## История
Во второй половине XIX века обозначена на «карте Шуберта» как поселение с 18 дворами. В 1911 году в деревне Боровичского уезда Новгородской губернии насчитывалось 28 дворов, проживало 155 человек. В настоящее время деревня имеет дачный характер.

## Население
| 2010 | 2011 |
| ---- | ---- |
| 1    | ↘0   |

### Национальный состав
Согласно результатам переписи 2002 года, в национальной структуре населения русские составляли 100 % из 3 чел.